# 4005 Dyagilev
4005 Dyagilev è un asteroide della fascia principale. Scoperto nel 1972, presenta un'orbita caratterizzata da un semiasse maggiore pari a 2,4515549 UA e da un'eccentricità di 0,1486181, inclinata di 6,83945° rispetto all'eclittica.